# Koppe tinikitkita
Koppe tinikitkita är en spindelart som först beskrevs av Alberto Barrion och James A. Litsinger 1995.  Koppe tinikitkita ingår i släktet Koppe och familjen flinkspindlar.
Artens utbredningsområde är Filippinerna. Inga underarter finns listade i Catalogue of Life.